# 鐵絲網上的小花
《鐵絲網上的小花》（Rose Blanche）是一本出版於1985年的兒童繪本，由義大利插畫家羅伯托·英諾桑提創作。英文版本的文本由作家伊恩·麥克伊旺撰寫，法文版本的文本由克里斯多福·加拉兹撰寫。
該書為英諾桑提最知名的繪本作品之一，出版後先後獲得了布拉迪斯國際插畫雙年展金蘋果獎及美國圖書館協會的Mildred Batchelder獎。

## 故事簡介
第二次世界大戰期間，納粹德軍所佔據的德國一處小鎮內，一位年輕的女孩露絲·白蘭琪冒著生命危險，偷偷給被關在集中營內的猶太人送食物。於一次送飯過程中，她被德軍當作是逃犯而槍斃；在她死前站過的地上，長出了鮮紅的小花……

## 創作靈感
插畫作者羅伯特·英諾桑提年幼時於佛羅倫薩目睹了二戰的發生，心理上受到了創傷；他表示，《鐵絲網上的小花》的創作在一定程度上是嘗試彌補他的童年創傷。
露絲·白蘭琪這個角色及其名字的原型是反抗納粹德國的組織「白玫瑰」。

## 評價
英國知名繪本作家東尼·羅斯曾表示《鐵絲網上的小花》是他最喜歡的兒童書籍之一，並讚揚了羅伯特·英諾桑提的插畫。